# Налоговая система Литвы
Налоги в Литве взимаются как центральным правительством, так и самоуправлениями. При этом общенациональное законодательство не регулирует местные налоги.
Наиболее важный источник доходов бюджета (75,8% доходов консолидированного бюджета страны по состоянию на 2020 год) составляют налог на добавленную стоимость (PVM), НДФЛ, акцизы и налог на прибыль. Помимо этого, в Литве в Фонд социального страхования собирают взносы на социальное обеспечение. Общий объем налоговых поступлений, включая социальные отчисления, по отношению к ВВП в Литве в 1995-1996 и в 2011-2014 гг. был самым низким в Европейском Союзе, однако этот показатель с 2015 года стабильно превышает ирландский и на 2022 год выше чем в таких странах членах ОЭСР как: Ирландия, Мексика, Латвия, США, Швейцария, Коста-Рика, Чили, Колумбия, и Турция, и составляет 31,85 %.

## История налогообложения в Литве
До 16 века в Великом княжестве Литовском товарообмен был основан на бартере. Первые налоги (dėkla и mezliava) уплачивались сельскохозяйственной продукцией. При князе Кястутисе были введены первые денежные налоги, но большинство податей по-прежнему оставались натуральными, уплачивались зерном и скотом. Налоги в 17 и 18 веках состояли из padūmė (налога с двора, в первую очередь крестьянского), hiberna (налога на содержание армии), kvarta (налога с доходов с государственных имений, составлявшего одну четвёртую) и pagalvės (подушного налога). Эти налоги были заимствованы Литвой у Польши и введены Сеймом Речи Посполитой.
После разделов Речи Посполитой налоговая система большей части современной Литвы была подчинена соответствующей системе России. Налоги в этот период в основном собирались с землевладельцев и купцов.
Налоги Литовской Республики в межвоенный период соединили старые поземельные и поимущественные подати с обновлёнными налогами на наследство, продажу леса, с зрелищ и развлечений. Взимались акцизы на спирт, спички, пиво, медовуху, чай, табак, сигары, бумагу. При советской власти финансовая система Литвы, в том числе налоги, была интегрирована в финансовую систему СССР. Подоходный налог был прогрессивным и колебался от 0,35 до 13 % на доход выше необлагаемой налогом суммы. Местные налоги платились за дом и земельный участок, находящийся в собственности, а также за собственный автомобиль.
Современная налоговая система Литвы начала складываться ещё Восстановительным Сеймом с введения в 1990 году налога на природные ресурсы, а также первых шагов по реформированию подоходных налогов. В 1992 г. был принят Закон о земельном налоге.

## Современная налоговая система
Современная налоговая система Литвы основана на Конституции Литвы. Основные налоговые законы в Литве составляют закон о налоговой администрации, закон о таможне и законы по конкретным налогам, а именно:
- Закон о налоге на прибыль
- Закон об НДФЛ
- Закон об НДС
- Закон о социальном налоге
- Закон о земельном налоге
- Закон о налоге на недвижимость
- Закон о налоге на лотереи и азартные игры
- Закон о налоге на природные ресурсы
- Закон о налоге на загрязнение окружающей среды
- Закон о налоге на регистрацию автотранспортных средств
- Закон о консульских сборах
- Закон о налоге на регистрацию объектов промышленной собственности
- Закон о налоге на нефтегазовые ресурсы
- Закон о налоге за пользование государственным имуществом
- Закон о налоге на наследство

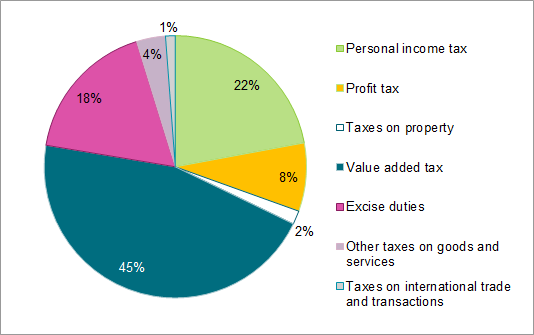
Налоговые поступления в Национальный бюджет Литвы по видам налогов 2013

Основные принципы налогового администрирования в Литве, как это определено законом:
- Равенство — все налогоплательщики должны быть в равных условиях перед законом.
- Справедливость — налог уплачивается на справедливой основе.
- Универсальное применение — все налогоплательщики должны уплачивать налоги в соответствии с законом и в установленные сроки.
- Приоритет содержания над формой — операции и отношения должны оцениваться исходя из их фактического содержания, а не их формального выражения.

Все налоги в Литве находятся в ведении Государственной налоговой инспекции, кроме тарифов, которые находятся в ведении таможни. Некоторые вопросы налогового администрирования регулируются Министерством охраны окружающей среды и Министерством сельского хозяйства.
Четыре основных налога собираются в бюджет государства, хотя часть налогов с личного дохода распределяются в муниципалитете, где этот человек проживает. Налоги на имущество распределяются полностью в муниципальные бюджеты.

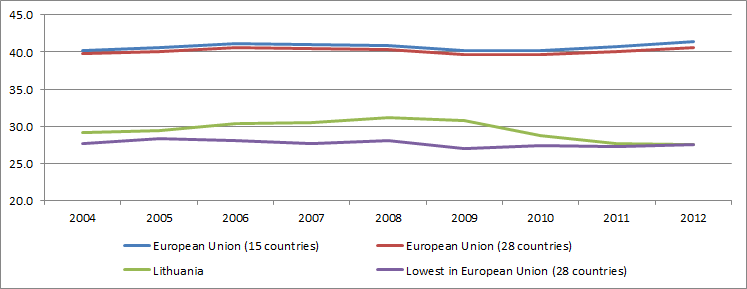
Общий объем поступлений от налогов и взносов на социальное страхование в % от ВВП

## Налоги

### НДФЛ
НДФЛ облагаются резиденты и нерезиденты. Резиденты облагаются налогом на их доходы во всем мире, в том числе доходы от работы по найму, самостоятельной занятости, инвестиционный доход и прирост капитала. Нерезиденты могут облагаться налогом на некоторые виды доходов в Литве, в том числе трудовые доходы, проценты, доходы от распределенной прибыли и доходы по операциям с недвижимым имуществом или иным имуществом. Освобождение от двойного налогообложения возможно в некоторых случаях.
Большинство типов дохода облагается налогом по ставке 15 % (базовый вычет предоставляется на более низких уровнях доходов, занятости). Некоторые виды доходов облагаются налогом по более низкой ставке 5 %. Взносы в фонд медицинского страхования в размере 9 % (6 % оплачиваются работником в 3 % за счет работодателя, хотя существуют исключения) начисляются на прибыль.
Начиная с 2002 обсуждалась возможность реализации прогрессивного налогообложения доходов в Литве с целью снижения неравенства. Однако, по состоянию на 2014 год, внедрить прогрессивное налогообложение не удалось.

### Взносы на социальное обеспечение
Взносы в Фонд социального страхования удерживаются из зарплаты по ставке 3 % или 4 %, если работник решил внести дополнительные взносы в пенсионную систему). Дополнительные взносы оплачиваются работодателем в размере от 27,98 % до 29,6 %, в зависимости от типа работодателя.
Социальные взносы платятся за весь доход.

### Налог на прибыль
Налог на прибыль или налог на прибыль организаций начисляется на литовские компании, работающие в Литве как компании-резиденты и нерезиденты. Литовские компании облагаются налогом на их доходы во всем мире и получается через постоянные представительства в других странах в соответствии с международными договорами. Нерезидентные компании облагаются налогом на доходы, которые зарабатываются в Литве. К таким доходам относятся дивиденды, проценты, хотя существуют исключения.
Большинство компаний облагаются налогом по ставке 15 %. Ставка 0 % применяется к прибыли, полученной от социального предпринимательства и предпринимательской прибыли некоммерческих предприятий до порога в 25 000 литов (2014).

### Налог на добавленную стоимость
| Ставка НДС | По состоянию на |
| ---------- | --------------- |
| 18 %       | 1/05/1994       |
| 19 %       | 1/01/2009       |
| 21 %       | 1/09/2009       |

Налог на добавленную стоимость (или НДС), взимаемый с товаров и услуг, которые облагаются НДС в соответствии с законом.
Стандартная ставка НДС в Литве составляет 21 %. Некоторые товары и услуги облагаются по ставке НДС до 9 % (большинство книг, периодических изданий и пассажирские перевозки), 5 % (определенные фармацевтические и медицинские товары, помощь, оказываемая инвалидам) и 0 % (международные перевозки). некоторые товары и услуги освобождаются от НДС (например, финансовые услуги).

### Акциз
Акцизы в Литве применяются на импортную или произведенную и реализованную продукцию, включая:
- Алкогольные напитки;
- Табачные изделия (повышены с 1 марта 2016[источник не указан 3364 дня]; следующее повышение ожидается осенью, пока не будет доведено до ср. уровня по ЕС);
- Энергетические продукты, в том числе моторное топливо, топочный мазут и электроэнергия.[17]

### Прочие налоги
Закон О налоговом администрировании включает в себя список из 25 налогов (по состоянию на 2015 год), взимаемых в Литве. Другие налоги включают в себя налоги на недвижимость и землю, природные ресурсы, загрязнение окружающей среды, наследство, лотереи и азартные игры, сборы за услуги, оказываемые государством (регистрацию объектов промышленной собственности) и некоторые налоги в сахарной промышленности.